# Dekrety teodozjańskie
Dekrety teodozjańskie – seria dekretów antypogańskich wydanych przez cesarza rzymskiego Teodozjusza I Wielkiego w latach 391–392. Miały wprowadzić w życie wcześniejszy Edykt tesaloński z 380 roku. Cesarz ogłosił w nim chrześcijaństwo religią państwową imperium rzymskiego, nie podał jednak szczegółowych konsekwencji dla życia publicznego. Dekrety były więc uzupełnieniem edyktu, np. pierwszy z nich Nemo se hostiis polluat (z łac. Niech nikt się nie brudzi ofiarami), wydany 24 lutego 391 roku zabraniał składania ofiar pogańskich. Jedną z konsekwencji dekretów było zburzenie Serapejonu w Aleksandrii.
Dekrety teodozjańskie weszły w skład kodeksu teodozjańskiego wydanego w 438 roku przez Teodozjusza II.